# 17-BIT
17-BITは、コンピューターゲームの制作会社。
ユナイテッド・ゲーム・アーティスツ、エレクトロニック・アーツなどで働いていたジェイク・カズダルが2009年にシアトルで設立した。スタジオをシアトルと京都に置く。レトロさにAIや物理演算などをプラスし、ジャンルにとらわれない作風を指向する。作品にはen:Skulls of the Shogun、en:Galak-Z: The Dimensionalがある。